# Volkslied (nationaal symbool)
Een volkslied is een lied dat dienstdoet als volks- of staats-symbool voor een volk of natie, al dan niet samenvallend met of in een staatkundig verband. Binnen een aldus opgevatte categorie kan ook een volk of natie zonder eigen staat of met autonomie een eigen volkslied hebben, net als een regio of zelfs een stad of dorp.
Het raakte in de 18e en 19e eeuw onder invloed van de Romantiek en het opkomend nationalisme in Europa in zwang dat volkeren en staten een eigen volkslied kozen. De meeste volksliederen dateren dan ook uit deze periode. Sommige volksliederen zijn echter veel ouder. Veel volksliederen ontstonden in navolging van het Engelse God Save the King, zoals de Oostenrijk-Hongaarse Kaiserhymnes en de Spaanse Marcha Real. Sommige volksliederen zijn oudere strijdliederen maar werden pas later officieel volkslied. Het Wilhelmus is daar een goed voorbeeld van: hoewel het soms als oudste volkslied ter wereld geldt, werd het lied pas in 1932 officieel het Nederlandse volkslied.

## Algemene kenmerken
Volksliederen zijn doorgaans zo geschreven dat ze gemakkelijk gezongen kunnen worden en een opzwepende melodie hebben. De melodie van het volkslied heeft haast altijd een marstempo, al zijn daar zeker uitzonderingen op. Het Poolse volkslied heeft zo een driekwartsmaat, al doet de muziek nog wel aan een mars denken. Veel Zuid-Amerikaanse landen hebben veel langere, ingewikkelde volksliederen.
Weinig volksliederen zijn geschreven door bekende auteurs of componisten. Veel volksliederen zijn relatief kort en eenvoudig en de aard van hun melodie is soms sterk tijdgebonden. Over hun muzikale waarde wordt daardoor nog weleens verschillend geoordeeld. Toch zijn er belangrijke uitzonderingen. De volksliederen van Duitsland (Das Lied der Deutschen) en Oostenrijk zijn door respectievelijk Joseph Haydn en Wolfgang Amadeus Mozart geschreven. Tijdens de Olympische Spelen van 2020 en 2022 de opening van het Pianoconcert nr. 1 van Pjotr Iljitsj Tsjaikovski gebruikt als volkslied voor het Russisch Olympisch Comité waaronder Russische atleten tijdens de Spelen aantreden. Het Europese volkslied heeft een melodie van Beethoven en een tekst van Schiller. Andere volksliederen inspireerden grote componisten; Mozart schreef zo variaties op het Wilhelmus. 
Volksliederen zijn doorgaans geschreven in de belangrijkste taal van het land waarvoor ze dienen. In landen met meerdere officiële talen moet natuurlijk een keuze worden gemaakt. In België kan het volkslied, de Brabançonne, in zowel het Frans,  Nederlands als het Duits gezongen worden, de strekking van de tekst blijft dan gelijk. In het Zwitserse volkslied heeft elke taalgroep een eigen tekst (die dus niet dezelfde strekking heeft). Het volkslied van Zuid-Afrika heeft een tekst die uit verschillende talen bestaat, waaronder één couplet in het Afrikaans. Een andere oplossing is om het volkslied zonder tekst te laten, zoals in Spanje is gedaan (de Marcha Real heeft geen tekst).

## Gebruik
Het staats-volkslied wordt traditioneel gespeeld bij de ontvangst van een staatshoofd, bij het eren van de overwinnaar van een internationale sportwedstrijd en bij soortgelijke min of meer plechtige gelegenheden. In veel landen wordt het volkslied op scholen gespeeld voordat de lessen beginnen. Ook wordt in veel landen het volkslied ten gehore gebracht op de nationale radio, bijvoorbeeld aan het begin en het einde van de dag. Vroeger werd dit ook op de Nederlandse radio gedaan: de dag werd dan afgesloten door het Wilhelmus.
Bij sportwedstrijden tussen landenteams worden voordat de wedstrijd begint de volksliederen van de deelnemende landen ten gehore gebracht om de teams voor te stellen aan het publiek en de kijkers thuis.
Regionale volksliederen worden niet altijd in formele situaties gebruikt. Het volkslied van de Vlamingen, De Vlaamse Leeuw, is een voorbeeld van een regionaal volkslied dat wel bij officiële gelegenheden wordt gespeeld. De Vlaams Vertegenwoordiger wordt zo onthaald op het Vlaamse Volkslied.
Het is gebruikelijk dat de luisteraars afkomstig uit het land waarvan het volkslied gespeeld wordt, opstaan en meezingen tijdens het spelen en dat militairen in correct uniform salueren. Buitenlanders zingen niet mee met het volkslied van een ander land. In een aantal landen is het de gewoonte dat staatsburgers hun rechterhand op hun hart leggen.

## Bijzonderheden
- Het Wilhelmus geldt soms als het oudste volkslied ter wereld. De huidige combinatie van melodie en tekst dateert van 1626 of kort daarvoor. In de 17e eeuw was het een populaire oranjegezinde mars. Evenwel is het pas sinds 1932 officieel als volkslied in gebruik genomen.
- Het Japanse volkslied Kimi Ga Yo heeft van alle volksliederen de oudste tekst. De melodie is veel nieuwer.
- Tekst en melodie van het Britse volkslied God Save the King dateren uit 1617. De titel God Save the Queen wordt gehanteerd in perioden dat Verenigd Koninkrijk een vrouwelijk staatshoofd heeft.
- De melodie van God Save the King wordt ook gebruikt voor het Liechtensteinse volkslied (Oben am jungen Rhein) en het Noorse koninklijk volkslied (Kongesangen).
- Het volkslied van Oeganda, Oh Uganda, Land of Beauty, geldt als het kortste ter wereld. Het heeft maar zes maten, en vaak wordt het bij officiële gelegenheden twee keer achter elkaar gespeeld om het te verlengen.
- Het volkslied van Paraguay, Paraguayos, República o Muerte, wordt als het langste ter wereld beschouwd, uitgaande van de melodie.
- Het volkslied met de langste tekst is waarschijnlijk dat van Griekenland (158 coupletten, Ymnos is tin Eleftherian).
- Het volkslied van Spanje, Marcha Real (De Koninklijke Mars), heeft in tegenstelling tot de meeste andere volksliederen geen officiële tekst bij de muziek. Er bestaan wel veel onofficiële versies, maar geen daarvan is aangewezen als hét Spaanse volkslied. Ook een recent concours heeft geen definitieve winnaar opgeleverd. De keuze wordt bovendien bemoeilijkt door regionale spanningen (Baskenland, Catalonië) die maken dat bijna geen enkele tekst acceptabel is voor het gehele Spaanse koninkrijk.
- De melodie van een van de volksliederen van Zuid-Afrika, (Nkosi sikelel' iAfrika), heeft dezelfde melodie als dat van Tanzania (Mungu ibariki Afrika), en Zambia (Stand and Sing of Zambia, Proud and Free).